# Etykieta (informatyka)
Etykieta – jednostka leksykalna służąca oznaczeniu instrukcji w celu wskazania celu instrukcji skoku. W językach z numerowanymi wierszami kodu funkcje etykiety pełnią numery wierszy (zwykle w językach interpretowanych).
Najczęściej etykiety są pierwszymi wyrażeniami w danym wierszu i mają postać łańcucha znaków (liter lub cyfr) oddzielonych od instrukcji znakiem dwukropka:
```
 
etykieta
: 
instrukcja
```

Niekiedy stosuje się też słowo kluczowe label.
```
 
instrukcje

 label 
etykieta

 
instrukcje
```

Przykładowe języki programowania:
- Pascal[1][2] (słowo kluczowe label),
- C[3][4][5], C++[5] (dwukropek)
- PL/1[6][7],

i wiele innych języków programowania o zapisie swobodnym kodu źródłowego,
- łańcuch znaków na odpowiedniej pozycji

Przykładowy języki programowania to język Snobol, w którym każdy łańcuch znaków rozpoczynający się od litery lub cyfry na pierwszej pozycji wiersza, interpretowany jest jako etykieta instrukcji, przy czym po pierwszej literze mogą wystąpić dowolne znaki alfabetu języka, z wyjątkiem separatorów, które kończą symbol etykiety.
- liczba całkowita:

```
 15 PRINT „komunikat"
```

Przykładowe języki programowania:
- - BASIC[9][10] (we wczesnych wersjach etykieta – numer wiersza – była obowiązkowa dla wszystkich instrukcji – wierszy programu),
  - Fortran[11][12],
  - Comal[13],

i inne.
- liczba.liczba:

```
 10.5 DO PART 11
```

Ten sposób oznaczania wierszy programu wiąże się ze specyfiką niektórych języków programowania (JOSS, JEAN) w których etykieta składa się z dwóch członów: PART.STEP. Pierwsza część etykiety PART w zasadzie obejmuje grupę instrukcji stanowiących podprogram, który może zostać wywołany. Kolejne instrukcje w ramach tak utworzonej sekcji są oznaczane unikatową (w ramach sekcji) etykietą STEP, która może wskazywać miejsce skoków.
W języku programowanie Forth istnieje możliwość definiowania skoków do określonej instrukcji, mimo braku etytkiety. Służą temu operatory skoków warunkowych i bezwarunkowych 0BRANCH i BRANCH, stosowane głównie do definiowania nowych instrukcji strukturalnych.
W niektórych języka programowana pojęcie etykiety jest rozszerzone w stosunku do większości języków w których etykiety dotyczą tylko instrukcji. Mianowicie w takich językach jak PL/1, PL/M etykietami nazywa się także nazwy procedur (i ingresji do procedur). Etykiety (zarówno jako etykiety poprzedzające instrukcje języka, jak i jako nazwy ingresji) mogą być przechowywane w zmiennych i stanowić wartość (w tym przypadku w uproszeniu można wartość tę interpretować jako adres pamięci w segmencie kodu).